# Hainrode (Südharz)
Hainrode (Südharz) este o comună din landul Saxonia-Anhalt, Germania.